# Me'am Lo'ez

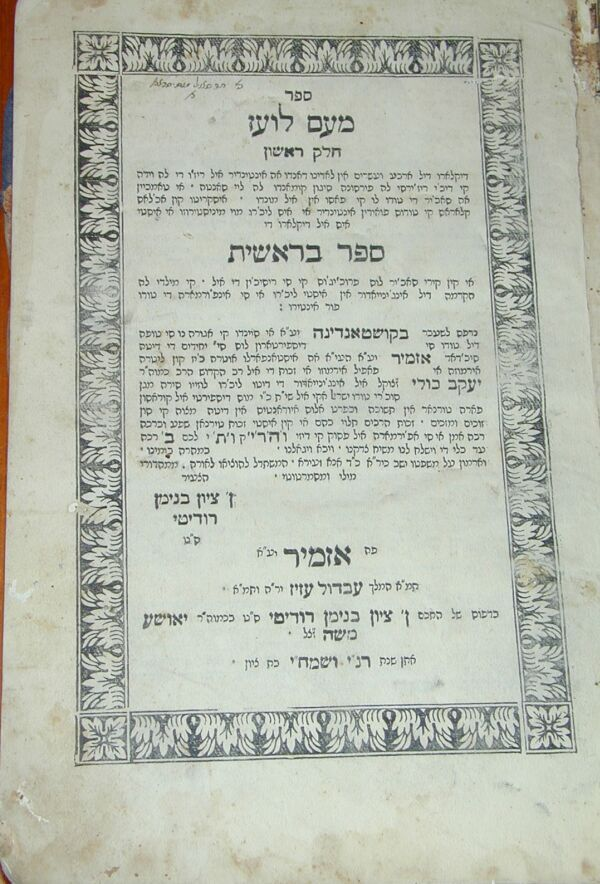
Portada de Me-'am lo'ez

Me'am Lo'ez (מעם לועז), iniciado por el rabino Yaakov Culi en 1730, es un comentario ampliamente estudiado sobre el Tanaj escrito en Judeoespañol. Es, quizá, la publicación más conocida en dicho idioma.

## Historia
Me'am Lo'ez marcó una de las primeras impresiones importantes de texto en Judeoespañol en el Imperio Otomano. Tras la expulsión de los judíos de España en 1492, muchos judíos sefardíes se establecieron en ese imperio, trayendo consigo sus costumbres, cultura e idioma. El hebreo siguió siendo la lengua del ritual, la oración y la erudición, pero su comprensión entre las masas judías había menguado. Con el tiempo, algunos líderes se preocuparon por la brecha intelectual entre la comunidad y su élite, y varios eruditos concluyeron que, para acercar el judaísmo a la población del Imperio Otomano occidental, la enseñanza debía darse en judaeo‑español (ya que los instruidos aún podían leerlo) utilizando el alfabeto hebreo. Esta iniciativa se lanzó en 1730 con la impresión del primer volumen de Me'am Lo'ez, que iba a ser un comentario exhaustivo de la Biblia en judaeo‑español. Así se dio el auge de la impresión a gran escala en judaeo‑español en el área occidental del imperio y, en especial, en Constantinopla.

## Contenido
En la época del rabino Culi, muchas personas en Turquía no dominaban suficientemente el idioma hebreo para estudiar la Torá y los comentarios en el texto original. Por ello, emprendió la “colosal tarea” de redactar un compendio de los principales campos de estudio de la Torá. El comentario fue concebido para ser accesible y se redactó en Judeoespañol, lengua hablada por los sefardíes de Turquía (ya que la mayoría ya no sabía leer hebreo). El título de la obra proviene de la primera línea del Salmo 114, en la que “Me'am Lo'ez” significa “lengua extraña”.: 119 
El libro se divide según la parashá semanal (Parashat hashevua); el rabino Culi explica cada capítulo en detalle basándose en el Midrash y el Talmud, y comenta la Halajá de acuerdo al Shuljan Aruj y a la Mishné Torá. En la introducción, garantiza personalmente que "todo aquel que lea el Me'am Lo'ez a diario podrá demostrar en el Cielo que ha aprendido la Torá en su totalidad, ya que en él se abordan todos sus aspectos".

## Autoría
Aunque el rabino Culi falleció solo dos años después de completar el Libro del Génesis y dos tercios del Éxodo, dada su gran popularidad—y gracias a las amplias notas ya redactadas—se decidió continuar los comentarios. Así, el rabino Yitzhak Magriso completó el Éxodo y escribió los comentarios de Levítico y Números. El comentario de Deuteronomio fue realizado por el rabino Yitzhak Bechor Agruiti. El comentario del Josué lo escribió el rabino Rachamim Menachem Mitrani, y el Libro de Ester fue llevado a cabo por el rabino Raphael Chiyya Pontremoli. Shmuel Yerushalmi (hebreo: שמואל קרויזר) tradujo las obras al hebreo, aunque se apartó considerablemente de los originales en sus comentarios sobre los libros del Nach y en el libro de Avot. Asimismo, continuó la labor del Me'am Lo'ez en hebreo en varios libros del Nach que no habían tratado sus predecesores.

## Traducciones
El Me'am Lo'ez se popularizó rápidamente en las comunidades judías de Turquía, España, Marruecos y Egipto. Con el declive del judaeo‑español tras el Holocausto, se produjeron diversas traducciones, y la obra aún se conserva en muchas sinagogas de la ortodoxia judía. En 1967 se realizó una traducción al hebreo, Yalkut Me'am Lo'ez, llevada a cabo por el rabino Shmuel Kravitzer. La primera traducción al inglés, la Torah Anthology, fue elaborada (principalmente) por el rabino Aryeh Kaplan. Dicha traducción utilizó tanto la versión hebrea de Yerushalmi como manuscritos en judaeo‑español, cotejándolos para introducir el Me'am Lo'ez en el ámbito ashkenazí.
En 1964, Gonzalo Maeso y Pascual Recuero, dos eruditos católicos de la Universidad de Granada, produjeron una edición moderna en español. Esta edición fue criticada por el desconocimiento del turco y del judaeo‑español por parte de sus autores, resultando "en una edición llena de inexactitudes".
En 2000, Pilar Romeu publicó una edición crítica de los índices, con concordancia y análisis. Otra erudita española, Rosa Asenjo, publicó una traducción del volumen de Cantar de los Cantares (Šir ha-širim) redactada por Hayim Y. Šakí (Constantinopla, 1899).